# Paul Polansky
Paul Polansky (ur. 17 lutego 1942 w Mason City, w stanie Iowa, zm. 26 marca 2021) – amerykański autor i działacz na rzecz praw Romów w Europie Wschodniej i na Bałkanach.

## Życiorys
Ukończył dziennikarstwo, historię i retorykę na Marquette University w Milwaukee. Na początku lat 90. założył w USA Czech Historical Research Center (Czeski Ośrodek Badań Historycznych) i brał udział w kilku amerykańskich i europejskich konferencjach naukowych poświęconych tematyce praw człowieka w Europie Wschodniej.
W latach 90. odkrył w czeskich archiwach 40 tys. dokumentów na temat obozu zagłady Cyganów w Letach, prowadzonego przez Czechów w czasie II wojny światowej. Po dokonaniu tego odkrycia przeprowadził się do Czech, by kontynuować swoje badania. Zaczął również organizować poświęcone im konferencje w United States Holocaust Memorial Museum.
W 1999 roku zaczął pracować dla Wysokiego Komisarza ds. Uchodźców Organizacji Narodów Zjednoczonych, by służyć mu jako doradca do spraw uchodźców Romskich (Cygańskich) w Kosowie. Obecnie przewodzi fundacji Kosovo Roma Refugee Foundation (KRRF), organizacji pozarządowej działającej na rzecz cierpiących rezydentów romskich obozów w Mitrovicy. Od lipca 1999 do września 2009 był szefem misji Stowarzyszenia dla Nacji Zagrożonych w Kosowie i Serbii. 10 grudnia 2004 r. Rada Miasta Weimar przyznała Polansky’emu nagrodę Human Rights Award.
Opublikował dwadzieścia siedem książek, w tym osiemnaście tomików poezji i wiele książek dokumentalnych, w tym UN-Leaded Blood, która opisuje bierność władz ONZ w obliczu śmierci wielu dzieci, które uległy zatruciu w obozach ONZ w północnym Kosowie.
Był producentem filmu dokumentalnego Gypsy Blood, który w 2005 r. wygrał w kategorii najlepszy film informacyjny na Golden Wheel International Film Festival w Skopje w Macedonii.
Był także zaangażowany w exposé dotyczące bierności wobec dalszego trucia Romów w północnej Mitrovicy. UN’s Toxic Shame Amosa Robertsa, krytyczny raport na temat bierności ONZ w obliczu tego skandalu, wyemitowany został na australijskim kanale Dateline 26 kwietnia 2009 r.

## Publikacje
- Otaker Dvorak i Paul J. Polansky, Antonin Dvorak, My Father, Czech Historical Research Ctr, 1993, ISBN 978-0-9636734-0-4.
- Living Through It Twice: Poems Of The Romany Holocaust, G PLUS G, 1998, ISBN 978-80-86103-11-2.
- Black Silence: The Lety Survivors Speak, G PLUS G, 1998, ISBN 978-0-89304-241-7.
- Not a Refugee; The Plight of the Kosovo Roma (Gypsies) After the 1999 War, Voice of Roma, 2000.
- The River Killed My Brother, Norton Coker, 2001, ISBN 978-1-879457-75-1.
- The Blackbirds of Kosovo, Left Curve Publications, 2001.
- Bus Ride in Jerusalem, Roma Refugee Fund, 2003.
- To UNHCR, with Love, Divus, 2003, ISBN 978-80-86450-27-8.
- Kosovo Blood, KRRF, 2004.
- Sarah’s People: Nish Cemetery Poems & Photos, KRRF, 2005.
- UN-leaded Blood, published by KRRF (2005), ISBN 978-1-879457-95-9.
- Safari Angola, wyd. nakładem własnym, 2006.
- Gypsy Taxi, wyd. nakładem własnym, 2007.
- One blood, one flame: the oral histories of the Yugoslav gypsies before, during and after WWII, Kosovo Roma Refugee Foundation, 2008, ISBN 978187945772.
- Undefeated, Multimedia Edizioni, 2009.
- Deadly Neglect, wyd. nakładem własnym, 2010.
- Boxing Poems, Volo Press edizioni, 2010.
- Poesie, Damocle Edizioni, 2011.
- The Storm, CreateSpace Independent Publishing Platform, 2011, ISBN 978-1-4637-5540-9.
- Black Silence, CreateSpace Independent Publishing Platform, 2011, 978-1466295742.
- La mia vita con gli zingari, Datanews, 2011, ISBN 978-88-7981-325-9.
- The silence of the violins – Il silenzio dei violini, Il Foglio Letterario, 2012 (wspólnie z Roberto Malinim)
- The hand of God – La mano di Dio, Il Foglio Letterario, 2012 (wspólnie z Roberto Nassim)
- Cry, Gypsy, poems of Germany’s Forced Deportations of Kosovo, Volo Press edizioni, 2012.